# Nudaria promelaena
Nudaria promelaena är en fjärilsart som beskrevs av George Francis Hampson 1896. Nudaria promelaena ingår i släktet Nudaria och familjen björnspinnare. Inga underarter finns listade i Catalogue of Life.